# シーグリッド・ヌーネス
シークリット・ヌーネス（Sigrid Nunez 1951年3月22日 - ）は、アメリカの作家である。

## 経歴
(https://www.shinchosha.co.jp/writer/6580/)
ニューヨーク生まれ。母親はドイツから、父親はパナマからの中国系移民。
バーナード大学、コロンビア大学修士を経て、書評誌の編集アシスタントを務めたあと作家活動に入る。
『ニューヨーク・タイムズ』紙、『ハーパーズ』誌、『パリ・レビュー』誌などに寄稿し、ホワイティング賞、ローマ賞などを受賞。著書に『神の息に吹かれる羽根』『ミッツ　ヴァージニア・ウルフのマーモセット』などがあり、『友だち』は7作目の小説作品となる。

## 邦訳作品
- 『ミッツ ヴァージニア・ウルフのマーモセット』杉浦悦子訳、水声社、フィクションの楽しみ、 2008.6
- 『神の息に吹かれる羽根』杉浦悦子訳、水声社、フィクションの楽しみ、2008.6
- 『友だち』村松潔 訳、新潮社、新潮クレスト・ブックス、2020年1月
- 『ザ・ルーム・ネクスト・ドア』桑原洋子訳、早川書房、2025年1月

## 作品

### 長編
- A Feather on the Breath of God. New York: HarperCollins. (1995). ISBN 9780312422738
- Naked Sleeper. New York: HarperCollins. (1996). ISBN 9780060172763
- Mitz: The Marmoset of Bloomsbury. New York: HarperFlamingo. (1998). ISBN 9780060174071
- For Rouenna. New York: Farrar, Straus and Giroux. (2001). ISBN 9780374254308
- The Last of Her Kind. New York: Farrar, Straus and Giroux. (2006). ISBN 9780374183813
- Salvation City. New York: Riverhead Books. (2010). ISBN 9781594487668
- Sempre Susan: A Memoir of Susan Sontag. New York: Atlas Books. (2011). ISBN 9781594633348
- The Friend. New York: Riverhead Books. (2018). ISBN 9780735219441
- What Are You Going Through. New York: Riverhead Books. 2020 ISBN 978-0593191415.

### 短編集
- “Airport Story”. The Threepenny Review 127. (Fall 2011).
- "Imagination." The Sun, April 2012.
- "Philosophers." Conjunctions: 58, Spring 2012.
- "Worried Sisters." Harper's, September 2012.